# 加藤利吉
加藤 利吉（かとう りきち、1882年〈明治15年〉12月3日 - 1962年〈昭和37年〉3月24日）は、日本の教育者。仙台育英学園創立者。

## 経歴
福島県北会津郡、のちの若松町（現会津若松市）で、米屋を営む加藤利喜次郎、こま の二男として生まれた。家業の手伝いをしながら漢文などの学びを続けた。
その後、親が準備してくれた炭百俵を持って上京し、炭を売却して学費・生活費を工面した。まず、神田区猿楽町（現千代田区神田猿楽町）の東京学院に入学し国漢学を学び、1901年（明治34年）3月に卒業。さらに神田正則英語学校（現正則学園高等学校）に入学。炭の売却金も底をつき始め米屋で奉公しながら通学し、1904年（明治37年）3月に卒業した。この間、子どもたちに英語を教える塾のようなものを始めた。
召集され第2師団歩兵第29連隊に所属し、1904年9月29日、日露戦争に出征し同年10月5日、遼陽に到着した。1905年（明治38年）2月28日、所属部隊の奉天（現瀋陽市）への移動に伴い斥候の任務中、頭部に銃弾を受けて負傷し、野戦病院で治療後、内地に送還され、同年4月19日、仙台市の衛戍病院（陸軍病院）に収容された。利吉は意識不明の状況が続いたが、小学校教員の加藤さよ が衛戍病院で看護の奉仕に就くと利吉の看護に尽くし、利吉の意識が回復後はリハビリの援助を行う。同年、利吉とさよ が結婚した。
利吉は青少年教育の志を持ち続け、1905年10月1日、仙台市東四番丁53番地に、旧制高等学校の予備校、育英塾を設立した。1913年（大正2年） 仙台育英学校（中等科・中等予備科）へ移行し仙台市東七番丁71番地に開校し、東北高等予備講習会を併設。東北高等予備講習会は、1914年（大正3年）2月に各種学校令による学校に認可され東北高等予備校に改称した。東北高等予備校は、1919年（大正8年）4月、財団法人東北高等予備校として文部大臣の認可を受け、1920年（大正9年）利吉が校長として認可された。
1921年（大正10年）財団評議員会で仙台育英中学校設立が決議され、1922年（大正11年）2月に同校設立後援会を結成。同年3月、私立仙台育英中学校の設立が認可され、利吉が校長に就任した。また財団法人東北高等予備校を改組し、財団法人東北育英義会を設立した。同年4月、仙台育英中学校第1回入学式が挙行され、利吉は建学の三大精神「至誠」「質実剛健」「自治進取」を制定した。
1939年（昭和14年）仙台市外記丁に新校舎を建設。利吉は校長職を退任し財団法人理事長職に専念した。1945年（昭和20年）7月10日、外記丁校舎が仙台空襲により焼失。
校舎焼失後、授業再開のため市内の国民学校校舎を借りたり、宮城野薬師堂や台原練兵場で野外授業を行う。1946年（昭和21年）4月、新学校用地として元陸軍省用地宮城野原（現校地）を取得。1948年（昭和23年）4月、財団法人仙台育英学園設立認可。学制改革により私立仙台育英高等学校を開校し私立仙台育英中学校を併設。
1949年（昭和24年）3月21日、宮城野原に新築校舎第一期工事落成し外記丁から学校移転。
1951年（昭和26年）3月、学校法人仙台育英学園設立認可。1955年（昭和30年）仙台育英高等学校、仙台育英商業高等学校を併設。
1961年（昭和36年） 新校舎「南冥」落成。
1962年（昭和37年）3月、腹部の痛みで東北大学医学部附属病院（現東北大学病院）に入院したが回復せず、同月24日に死去した。

## 親族
- 弟 加藤利喜松（陸軍将校）[26]・加藤榮吉（海軍大佐）[26]